# Rudolph Hiemstra
Rudolph Hiemstra, južnoafriški general, * 1912, † 2007.
Hiemstra je bil načelnik Zveznih obrambnih sil (1965-1972).